# Claudia Gallardo
Claudia Rayen Gallardo Llancamán (Santiago de Chile, 24 de junio de 2000) es una practicante de taekwondo chilena. Ganó la medalla de oro en la prueba femenina de -67 kg en los Juegos Bolivarianos de 2022 en Valledupar, Colombia. Ganó una de las medallas de bronce en su evento en los Juegos Sudamericanos de 2022 en Asunción, Paraguay, y también obtuvo medalla de bronce en los Juegos Panamericanos de 2023 en Santiago.

## Carrera
En 2019, Gallardo compitió en la prueba de peso ligero femenino en el Campeonato Mundial de Taekwondo celebrado en Mánchester, Reino Unido. También compitió en la prueba femenina de 67 kg en los Juegos Panamericanos de 2019 celebrados en Lima, Perú. En 2020, compitió en el Torneo Panamericano de Clasificación Olímpica en Heredia, Costa Rica, con la esperanza de clasificarse para los Juegos Olímpicos de Verano de 2020 en Tokio, Japón.
Gallardo compitió en el evento de peso wélter femenino en el Campeonato Mundial de Taekwondo de 2022 celebrado en Guadalajara, México. También compitió en el evento de peso wélter femenino en el Campeonato Mundial de Taekwondo de 2023 celebrado en Bakú, Azerbaiyán.
En los Juegos Panamericanos de 2023, celebrados en Santiago de Chile, obtuvo la medalla de bronce en la categoría 67 kg kyorugi femenino.

## Palmarés
| Año  | Evento               | Ubicación            | Lugar |
| ---- | -------------------- | -------------------- | ----- |
| 2022 | Juegos Bolivarianos  | Valledupar, Colombia | 1°    |
| 2022 | Juegos Suramericanos | Asunción, Paraguay   | 3°    |
| 2023 | Juegos Panamericanos | Santiago, Chile      | 3°    |